# Онук космонавта
«Онук космонавта» — російський художній фільм Андрія Паніна і Тамари Владимирцевої. Прем'єра фільму відбулася на День космонавтики, 12 квітня 2007 року в Москві. Першою назвою фільму, під яким він вийшов у прокат, було «Онук Гагаріна»; за результатами судового позову, програного творцями восени 2007 року, фільм перейменовано, а згадки Юрія Гагаріна з фільму видалені.

## Сюжет
Федір, несподівано довідався про кровного брата, який багато років живе в дитячому будинку. Однак, він ніяк не очікував побачити темношкіру дитину, з повним букетом поганих звичок і вуличних уявлень про життя. Федору і Гені належить пройти нелегкий шлях, перш ніж вони навчаться розуміти один одного. Забравши Гену з дитбудинку, Федір прирече себе на боротьбу не тільки зі всім навколишнім світом, не готовим прийняти нестандартну дитину, але і з людьми, яких до появи Гени він вважав найближчими на світі.
Фільм закінчується епічно: Федір, відчуваючи безсилля від проблем, пов'язаних з братом, відвозить його знову до дитячого будинку. По дорозі Гена втікає. Федя і Толян шоковані, зовсім не підозрюючи, куди він міг піти, вирушають на його пошуки. Останній кадр: Гендос лежить на пустирі і йому сниться його дідусь, перший космонавт Росії. Ось він лежить, ще трохи — і замерзне від холоду, але Федя і Толян в останній момент встигають знайти хлопчика.

## В ролях
| Актор                    | Роль                         |
| ------------------------ | ---------------------------- |
| Дане Лукомбо / Доні Лема | Гена Гагарін                 |
| Геннадій Назаров         | Федір Внуков                 |
| Андрій Панін             | Толян Титов                  |
| Наталія Рогожкіна        | Грета                        |
| Сергій Угрюмов           | Віктор Васильович            |
| Людмила Гнилова          | Людмила Петрівна             |
| Сергій Ларін             | Хлопець з мобільником        |
| Артем Терехов            | Скін                         |
| Лінда Табагарі           | Еля                          |
| Степан Степанський       | Федір в дитинстві            |
| Наталія Заякіна          | Сусідка                      |
| Ганна Гуляренко          | Алла Іванівна                |
| Сергій Бєляєв            | Чоловік матері               |
| Владислав Вєтров         | Менеджер в художньому салоні |
| Броніслава Захарова      | Агрипина Львівна             |
| Андрій Бронніков         | Натурщик                     |
| Асія Хазіахметова        | Продавчиня в салоні          |
| Денис Манохін            | Кавказець                    |
| Ігор Гаспарян            | Другий кавказець             |
| Роман Пахомов            | Хлопець з сережкою           |
| Дмитро Горгіївський      | Хлопець біля ларка           |
| Ельвіра Акмаєва          |                              |
| Світлана Скурихіна       |                              |
| Анастасія Річі           | Дівчинка в дитбудинку        |

## Знімальна група
- Сценарист: Наталія Назарова
- Режисери: Андрій Панін, Тамара Владимирцева
- Оператор: Артур Гімпель
- Художник: Володимир Аронін
- Продюсери: Рубен Дішдішян, Бахтієр Худойназаров, Геннадій Островський

## Критика
Фільм отримав схвальні відгуки критиків, які відзначили його несхожість на сучасний російський кіномейнстрим. Так, Олександр Гаррос знайшов у фільмі схожість з «інтелігентським кіно чвертьвікової давності»: незважаючи на наявність сценарних і режисерських слабкостей, у фільмі є сильна сторона, причому «ця сторона — радянська, радянська стилістично й ідеологічно». На думку критика, фільм не є комедією, а є «неперекладним жанром, який найкраще надавався… радянському кінематографу. Сумно-весела побутова драма — з її раптовою достовірністю, що проступає в недостовірності сюжетних поворотів, з її несподіваною щемливою поезією, чудно і сиротливо стоїть на перехрестях безликих панельних гетто».
Михайло Калузький проводить паралель з ще більш ранньою класикою радянського кінематографа — фільмом «Цирк», в якому також з'являвся темношкірий хлопчик. Хоча фільм Паніна і Владимирцевої «про те, як живеться чорношкірому хлопчикові в нашій країні сьогодні», він «не виключно про афроросіян, він про нас усіх, про стереотипи, відчуження і нерозуміння». На думку критика, фільм «простий, зворушливий і щирий, іноді комічний, а у фіналі несподівано сентиментальний, і, здається, це дуже правильний тон для того, щоб сказати про серйозне без публіцистичного пафосу».

## Судовий процес
Галина і Олена Гагаріни (дочки Юрія Гагаріна) подали в суд на компанію Централ Партнершип, яка є дистриб'ютором фільму, у зв'язку з тим, що картина містить відомості, що порочать честь і гідність їх батька. Образливою позивачки визнали фразу: "Люди, Юрій Гагарін — негр!" — яку вимовляє один з героїв фільму. Крім того, у фільмі зустрічається його ж фраза: «Гагарін по світу мотався і всіх баб, ну і це саме, в загальному, розумієте… без мата. Прилетів до Камеруна, а там бабця моя. Гагарін не встояв, і бабця не встояла», — хоча наприкінці він і визнає, що брехав, і пояснює: «Ніякий я не внук Гагаріна!».
7 вересня 2007 року відбулося перше слухання по справі в Бабушкінському районному суді Москви. 5 жовтня федеральна суддя Тетяна Палькіна задовольнила позов і наказала прибрати всі згадки Юрія Гагаріна з картини, включаючи назву. Також суд зобов'язав виплатити позивачкам по 5000 рублів в якості компенсації моральної шкоди.
Компанія «Централ Партнершип» не погодилася з рішенням суду і направила до суду касаційну скаргу (пізніше відхилена). 22 жовтня 2007 року була складена друга повна скарга, але рішення про заборону залишилося в силі.
У підсумку всі сцени фільму, де згадується ім'я Гагаріна, переозвучені, і в них герой говорить, що він «онук космонавта». Назва фільму також змінили. 28 лютого 2009 року фільм вийшов на телеекрани (на Першому каналі) вже під новою назвою.